# マレフィク 呪われた監獄
『マレフィク 呪われた監獄』（原題：Maléfique）は、2002年のフランスのホラー映画。

## あらすじ
刑務所に収監されている4人の囚人は、部屋の石壁から、古い一冊のラテン語で書かれた日記を発見する。この日記が脱獄のヒントになると囚人らは解読を進めていた。

## スタッフ
- 監督：エリック・ヴァレット
- 脚本：アレクサンドル・シャルロット、フランク・マグニエール
- 原作：フランソワ・コニャール
- 製作：マルク・ミソニエ、オリヴィエ・デルボス
- 音楽：エリック・サンピエリ、シリル・ホルツ、フィリップ・アムルー
- 編集：リュック・ゴルフィン
- キャスティング：エマ・ スコヴロネク

## キャスト
※役名、俳優の順。
- カレル：ジェラール・ラロシュ
- ラサール：フィリップ・ロダンバッシュ
- マルキュス：クロヴィス・コルニアック
- パレケット：ディミトリ・ラトー
- イポリット・ピュキス：ディディエ・ベニュロ
- クレール：フェリシア・マッソーニ
- 看守：イヴ・アルノー